# Le Rire et le Couteau
Pour plus de détails, voir Fiche technique et Distribution.
Le Rire et le Couteau (O Riso e a Faca) est un film dramatique franco-roumano-luso-brésilien réalisé par Pedro Pinho et sorti en 2025.
Le film est sélectionné à Un certain regard au Festival de Cannes 2025.

## Synopsis
Sergio, un ingénieur portugais, se rend en Guinée-Bissau pour expertiser l'impact écologique de la construction d'une route forestière. Il conduit un vieux véhicule qui soulève une nuée de sable. Le véhicule tombe en panne. Il continue à pied.  À son arrivée, il ressent une certaine pression : ses collègues lui conseillent de rendre son rapport rapidement. Il apprend aussi que son prédécesseur, un ingénieur italien, a mystérieusement disparu. Bisexuel, il rencontre également Diára (Cleo Diára) qui tente de gagner sa vie avec un resto-buvette, et son  ami, Gui (Jonathan Guilherme), un brésilien qui s'habille en femme. Ce drôle de couple anime les nuits de Bissau ,,,,.

## Fiche technique
- Titre français : Le Rire et le Couteau
- Titre original portugais : O Riso e a Faca
- Réalisation : Pedro Pinho
- Scénario : Pedro Pinho, Miguel Seabra Lopes, José Filipe Costa, Luísa Homem, Marta Lança, Miguel Carmo, Tiago Hespanha, Leonor Noivo, Luís Miguel Correia, Paul Choquet
- Photographie : Ivo Lopes Araújo
- Son : Jules Valeur, David Badalo
- Montage : Rita M. Pestana, Karen Akerman, Cláudia Rita Oliveira
- Musique : Carpotxa, Mazulu
- Décors : Camille Lemonnier, Ana Meleiro, Livia Lattanzio
- Production : Tiago Hespanha, Pedro Pinho, Filipa Reis
- Sociétés de production : Uma Pedra No Sapato, Terratreme Filmes, Bubbles Project, Pandora Film, deFilm, Still Moving
- Société de distribution : Météore Films (France)
- Format : couleur
- Pays de production :  Portugal (56,65%),  France (20,38%),  Roumanie (11,84%),  Brésil (11,13%)[1]
- Langue originale : portugais
- Genre : drame
- Durée : 211 minutes
- Dates de sortie :
  - France : 17 mai 2025 (Festival de Cannes 2025) ; 9 juillet 2025 (sortie nationale)

## Distribution
- Sérgio Coragem : Sérgio
- Cleo Diára : Diára
- Jonathan Guilherme : Gui

## Production
En octobre 2018, le projet a reçu une bourse de production de 141 000 euros du Centre national du cinéma roumain. En novembre 2020, il a été sélectionné pour participer à la rencontre des Coproductions européennes, initiée par le Festival du cinéma européen de Séville (es).

## Accueil critique
Le film est sélectionné pour concourir dans la catégorie Un certain regard au Festival de Cannes 2025. L'accueil de la critique cinématographique est bon durant le festival et lors de la sortie en salle,,,. 
Il est analysé comme traitant de la solitude de Sergio, sur les désirs, sur les rapports Nord-Sud, sur le sexe, etc ... Bruno Deruisseau dans Les Inrockuptibles estime que c'est une grande réussite. Il en fait son coup de cœur du festival. Il  dresse un parallèle entre ce film et Profession : reporter de Michelangelo Antonioni.

## Distinctions
- Festival de Cannes 2025 : sélection à Un certain regard. Prix d'interprétation pour Cleo Diára[9].